# Likasi
Likasi (ranije Jadotville ili Jadotstad) grad je u provinciji Haut-Katanga, u Demokratskoj Republici Kongo. Nalazi se na jugoistoku zemlje, 75 km sjeverno od granice sa Zambijom i 150 km istočno od Kolwezija. Važno je prometno i rudarsko središte (bakar, kobalt itd.).
Prema popisu iz 2004. godine, Likasi je imao 367.219 stanovnika, čime je bio 8. grad po brojnosti u državi.

## Vanjske poveznice
- Neslužbena stranica  Arhivirana inačica izvorne stranice od 22. listopada 2008. (Wayback Machine) (fr.)